# مواد نووية
المواد النووية هي معادن اليورانيوم والبلوتونيوم والثوريوم بأي شكل وفقا للوكالة الدولية للطاقة الذرية. حيث تتكون من اليورانيوم الطبيعي والمخصب و «المواد الانشطارية الخاصة» التي تتكون من اليورانيوم المخصب (U-235) واليورانيوم 233 والبلوتونيوم 239. تعتبر تركيزات خام اليورانيوم «مادة مصدر» على الرغم من أنها لا تخضع للضمانات بموجب معاهدة الحد من انتشار الأسلحة النووية.

## مصطلحات
قد تستخدم بلدان مصطلحات مختلفة ففي الولايات المتحدة الأمريكية تشير «المواد النووية» في الغالب إلى «المواد النووية الخاصة» مع إمكانية إدخالها في الأسلحة النووية كما هو محدد في قانون الطاقة الذرية لعام 1954. كما أن «المواد النووية الخاصة» هي أيضا البلوتونيوم 239 واليورانيوم -233 واليورانيوم المخصب (يو 235).